# Grimmia capillata
Grimmia capillata là một loài Rêu trong họ Grimmiaceae. Loài này được De Not. mô tả khoa học đầu tiên năm 1836.